# Kåre Willoch
Kåre Isaachsen Willoch (Oslo, 3 de octubre de 1928-Oslo, 6 de diciembre de 2021) fue un economista y político noruego del Partido Conservador.  Primer ministro de Noruega (1981-1986).

## Biografía
Fue el menor de los tres hijos de Haakon Isaachsen Willoch (1896-1955) y Agnes Christine Saure (1895-1994); sus hermanos mayores fueron Erik (1922-1991) y Jan Willoch (1924-2000). El 30 de abril de 1954 se casó con Anne Marie Jørgensen (nacida en 1929).
Se graduó en economía por la Universidad de Oslo. Después de la Segunda Guerra Mundial sirvió en la Brigada Noruega de ocupación en Schleswig-Holstein.
A lo largo de su carrera política, ocupó diversos cargos: ministro de Comercio y Navegación en dos ocasiones (1963 y 1965-1970), y primer ministro de Noruega (1981-1986). También fue Presidente del Partido Conservador (1970-1974), y miembro del Parlamento noruego (1957-1989), además de Director del Instituto Nansen.
| Predecesor: Gro Harlem Brundtland             | Primer ministro de Noruega 1981 - 1986         | Sucesor: Gro Harlem Brundtland |
| Predecesor: O.C. Gudersen Otto Grieg Tidemand | Ministro de Comercio de Noruega 1963 1965-1970 | Sucesor: Erik Himle Per Kleppe |